# Philippius superbus
Philippius superbus (лат.) — вид жуков-долгоносиков из подсемейства Cyclominae (Listroderini), единственный в составе рода Philippius. Встречаются в следующих субантарктических регионах Южной Америки: южная Аргентина и юг Чили. Длина тела жуков от 17,5 до 22,8 мм. Рострум среднего размера; опушение состоит из щетинок и чешуек с пальцевидными выростами; мандибулы с 3-4 щетинками; переднеспинка шире надкрылий; щиток не виден; надкрылья субпрямоугольные, сросшиеся по межэлитральному шву; голени без шпор; третий членик лапок субцилиндрический. Philippius включён в подтрибу Listroderina из трибы Listroderini и близок к родам Acroriellus, Acrorius, Acrostomus, Germainiellus, Antarctobius, Hyperoides, Listroderes, Lamiarhinus, Rupanius, Methypora.
Вид был впервые описан в 1872 году под названием Listroderes superbus, а в качестве типового вида отдельного рода монотипического Philippius был указан в 1986 году.
Биология не изучена, питаются предположительно (как и близкие группы) листьями (имаго) и корнями растений (личинки).